# Virgil Popa

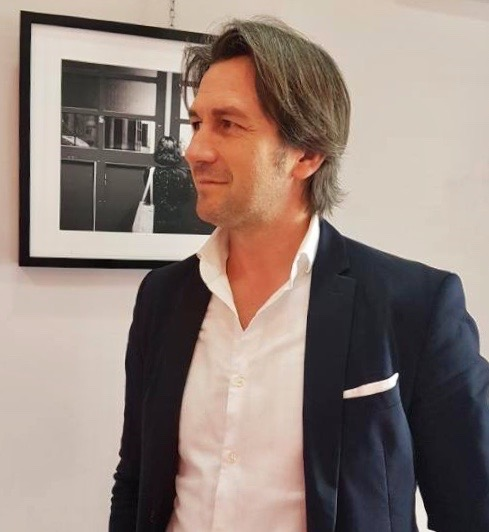
Virgil Popa

Virgil Popa (geboren 8. Oktober 1975 in Rumänien) ist ein rumänisch-spanischer Dirigent. Er ist der Gründer des Internationalen Orchesters Madrid. Derzeit ist er der künstlerische Leiter und Music Director des Stradivari Symphony Orchestra.

## Leben

### Wirken als Musiker
Virgil Popa wurde in Rumänien in einer Familie von Amateurmusikern geboren. Mit acht Jahren begann er Klavier zu spielen. Mit vierzehn Jahren nahm er ein Kontrabass-Studium am Institut für Kunst Ștefan Luchian auf, das kurz nach dem Sturz der Diktatur wieder geöffnet wurde. An dieser Schule erhielt er unter anderem Unterricht vom Pädagogen Gigel Sobachi. Im Jahre 1993 gewann er den ersten Preis beim Nationalen Wettbewerb der musikalischen Interpretation Timișoara. Er setzte sein Studium an der George Enescu Universität für Kunst fort und wurde 1999 in Musik im Fach Kontrabass promoviert. Er nahm an Meisterklassen bei Klaus Trumpf und Wolfgang Güttler in Berlin teil und besuchte internationale Orchesterkurse unter anderem in Bayreuth beim Internationalen Jugend-Festspieltreffen und in der Schweiz bei der Jeunesses Musicales von Sornetan.
Während seines Studiums arbeitete er mit dem Philharmonischen Orchester Moldova zusammen und war Teil der Rumänischen Oper Isi. Im Jahre 1999 schloss er sich der Philharmonie Schwarzes Meer an und danach der Opera Constanta. Er war Teil der Jeunesse Musicales World Orchestra in Berlin unter der Leitung des Dirigenten Yakov Kreizberg und spielte mit Musikern aus fünfzig Ländern sowohl im Musikverein Wien als auch in der Berliner Philharmonie. Seit 2001 lebt er in Spanien, wo er ständiger Mitarbeiter des Sinfonieorchesters Madrid des Teatro Real und des Orchesters de la Comunidad Valenciana war und Konzerte unter der Leitung der Dirigenten Zubin Mehta, Roberto Abbado, Jesús López Cobos oder Omer Meir Wellber und an der Seite der Solisten Placido Domingo und Angela Gheorghiu gab. Er gehörte ebenfalls zwei weiteren Orchestern an: Dem Orquesta Fialarmonía, mit dem er in der Fernsehsendung El Conciertazo des Musikers und Moderators Fernando Argenta auftrat, und dem von Iñigo Pírfano gegründeten Orquesta Académica de Madrid.

### Tätigkeit als Dirigent
Popa studierte Dirigieren bei Jorma Panula, Konrad von Abel und Enrique García Asensio. Er war Gastdirigent der Philharmonie von Sibiu, der Philharmonie von Timisoara und dem Jugendorchester Joaquin Turina. Im Jahr 2005 gründete er das Internationale Orchester von Madrid, mit dem er in Spanien konzertiert.
Zu seinen Höhepunkten als Dirigent zählen die Darbietungen der Opern Don Pasquale, La Traviata und La Bohème und der klassischen Ballette La Esmeralda und Giselle. Er dirigierte mit großem Erfolg Miserere von Hilarion Eslava, Mozarts Requiem KV 626 und Beethovens 4. Klavierkonzert. Zudem ist Popa der zeitgenössischen Musik verpflichtet und leitete die Premiere von Werken des Komponisten Manuel Lillo Torregroso.
Derzeit ist er der künstlerische Leiter und musikalischer Direktor des Stradivari Symphony Orchestra mit Sitz in Madrid. Unter anderem hat dieses Orchester Mozarts Requiem in San Jerónimo El Reall, der Basílica San Francisco El Grande, der Kathedrale von Burgos und der Alten Kathedrale von Salamanca dargeboten.